# Best Friends (film)
Cet article concerne un film. Pour l'album musical, voir Best Friends.
Pour plus de détails, voir Fiche technique et Distribution.
Best Friends ou Les Meilleurs Amis au Québec est un film américain réalisé par Norman Jewison, sorti en 1982.

## Fiche technique
- Titre original : Best Friends
- Titre québécois : Les Meilleurs Amis
- Réalisation : Norman Jewison
- Scénario : Valerie Curtin et Barry Levinson
- Directeur artistique : Josan F. Russo[1]
- Décorateur de plateau : Thomas L. Roysden
- Costumes : Betsy Cox
- Maquillage : E. Thomas Case, Tom Ellingwood (makeup artist)
- Directeur de la photographie : Jordan Cronenweth
- Montage : Don Zimmerman
- Musique : Michel Legrand
- Production : 
  - Producteur : Norman Jewison, Patrick J. Palmer[2]
  - Producteur exécutive : Joe Wizan
- Société(s) de production : Warner Bros., Timberlane Productions
- Société(s) de distribution :  Warner Bros.
- Pays d'origine : États-Unis
- Année : 1982
- Langue originale : anglais
- Format : couleur (Technicolor) – 35 mm – 1,85:1 – stéréo
- Genre : Comédie dramatique et romance
- Durée : 116 minutes
- Dates de sortie : 
  - États-Unis : 17 décembre 1983
  - France : nc

## Distribution
- Burt Reynolds (VF : Serge Sauvion) : Richard Babson
- Goldie Hawn (VF : Monique Thierry) : Paula McCullen
- Jessica Tandy (VF : Nicole Vervil) : Eleanor McCullen
- Barnard Hughes (VF : Raoul Delfosse) : Tim McCullen
- Audra Lindley (VF : Martine Sarcey) : Ann Babson
- Keenan Wynn (VF : André Valmy) : Tom Babson
- Ron Silver (VF : Maurice Sarfati) : Larry Weisman
- Carol Locatell (VF : Marion Loran) : Nellie Ballou
- Richard Libertini (VF : Serge Lhorca) : Jorge Medina
- Peggy Walton-Walker : Carol Brandon
- Noah Hathaway : Lyle Ballou
- Mikey Martin : Robbie Ballou
- Helen Page Camp : Maid
- Joan Pringle : Doria
- Vincent J. Isaac : Chauffeur de tax
- Jeffrey Bannister : Shoe Salesman
- Alfred Mariorenzi : Gate Guard
- David Cullinane : Serveur

## Distinctions

### Nominations
- Golden Globe 1983 :
  - Meilleure actrice dans un film musical ou une comédie pour Goldie Hawn
- Oscar 1983 :
  - Meilleure chanson originale pour Patti Austin et James Ingram